# Batasio merianiensis
Batasio merianiensis är en fiskart som först beskrevs av Chaudhuri, 1913.  Batasio merianiensis ingår i släktet Batasio och familjen Bagridae. IUCN kategoriserar arten globalt som otillräckligt studerad. Inga underarter finns listade.